# 東闊格 (紐約州)
東闊格（英語：East Quogue）是位於美國紐約州薩福克縣的普查規定居民點。

## 人口
根據2020年美國人口普查的數據，東闊格的面積為31.36平方千米，當中陸地面積為22.57平方千米，而水域面積為8.79平方千米。當地共有人口5557人，而人口密度為每平方千米177.2人。